# Oksana Akiňšina
Oksana Akiňšina (přechýleně Oksana Akiňšinová, rusky Оксана Акиньшина, *19. dubna 1987, Leningrad) je ruská filmová herečka. Je známá svými rolemi ve filmech Sestry (2001), Lilja (2002) a Bournův mýtus (2004).

## Kariéra
Pro film ji jako dvanáctiletou objevil režisér Sergej Bodrov, který ji obsadil do svého jediného filmu Sestry (Сестры, 2001). Za roli Světy získala Oksana nominaci za nejlepší herečku na Evropských filmových cenách, hlavní cenu na filmovém festivalu v Bratislavě a ceny na ruských festivalech Kinotavr a Sozvezdije (nejlepší debut).
Evropskou známost jí přinesla hlavní role v následujícím filmu Lilja švédského režiséra Lukase Moodyssona. Smutný příběh šestnáctileté dívky Liljy, která opuštěná rodinou se nejprve přiživuje prostitucí a nakonec naletí švédskému kuplíři, získal rovněž řadu cen. Oksana obdržela cenu za nejlepší herečku na Evropských filmových cenách, dále byla oceněna na Dijonském filmovém festivalu, na festivalu v Rouenu, posbírala také několik cen na švédských filmových festivalech. Na III. festivalu evropského filmu ve Stuttgartu získala cenu jako Nejlepší mladá perspektivní umělkyně.
V roce 2004 pronikla na plátno i v USA, ve filmu Bournův mýtus, neobstála však na konkurzu na film Státní poradce (Статский советник) režiséra F. Jankovského. Hlavní role princezny Heleny na ni čekala ve filmu Vlkodav z kmene Šedých psů. Stejného roku 2006 hrála v dalším americkém filmu Pod Moskvou.
V roce 2008 natočila film Stiljagové (Cтиляги) režiséra Valerije Todorovského. 
V roce 2011 si zahrála hlavní ženskou roli studentky Taťány, ve filmu Vysockij. Aspoň že jsem živ. V roce 2012 se objevila v hlavní roli po boku Volodomyra Zelenského v romantické komedii Rande na 8 způsobů a v roce 2015 v jeho pokračování.

## Filmografie
Pokud je uveden nejprve český název, film byl uveden u nás.
- Сестры 2001 - režie Sergej Bodrov
- Lilja (Lilja 4-ever) 2002 - režie Lukas Moodysson
- В движении 2002 - režie Filipp Jankovsky
- Игры мотыльков 2004 - režie Andrej Proškin
- Het Zuiden 2004 - režie Martin Koolhoven
- Каменская-3: Иллюзия греха' 2003 - režie Jurij Moroz (televizní film)
- Bournův mýtus 2004 - režie Paul Greengrass
- Женщины в игре без правил 2004 - režie Paul Greengrass (televizní film)
- Женский роман 2005 - režie Sergej Sněžkin
- Капитанские дети 2005 - režie Vjačeslav Nikiforov (televizní seriál)
- Pod Moskvou (Moscow Zero) 2006 - režie Maria Lidón
- Обратный отсчёт 2006 - režie Vadim Šmelev
- Vlkodav z kmene Šedých psů (Волкодав из рода Серых Псов) 2006 - režie Nikolaj Lebeděv
- Šviháci 2008 - režie Valerij Todorovskij
- Já 2009 - režie Igor Vološin
- Vysockij. Aspoň že jsem živ 2011 - režie Pjotr Buslov
- Rande na 8 způsobů 2012 - režie David Dodson
- Sputnik 2020 - režie Jegor Abramenko